# Jørgen Kierulf
Jørgen Kierulf (31. august 1757 – 29. september 1810) var en dansk historiker og litteraturkritiker.
Jørgen Kierulf blev født i Hasle i Århus Stift, hvor faderen, Peder Sørensen Kierulf, var sognepræst. Han dimitteredes fra Viborg Skole til Københavns Universitet 1775. Knud Lyne Rahbek var blevet student samme år, og mellem ham og Kierulf knyttedes straks et venskabsforhold, der aldrig skulle blive brudt. Sammen med Rahbek og andre venner dyrkede Kierulf kunst og litteratur, men forsømte derfor ikke historiske og filologiske studier; han tog filologisk eksamen 1778 og disputerede 1790 for den filosofiske doktorgrad.
Kierulf var nogen tid (1783-85) redaktør af de berlingske Nyeste Efterretninger om lærde Sager, desuden medarbejder ved Rahbeks forskellige tidsskrifter. 1792 udnævntes Kierulf til overordentlig professor i historie; posten var dog uden løn, indtil professoratet i statistik kunne forenes dermed 1797. Han blev i 1795 medlem af Det kongelige danske Selskab for Fædrelandets Historie.
Kierulf tyngedes næppe af stor lærdom, i alt fald kom den ikke til at sætte frugt i andre skrifter end nogle universitetsprogrammer og lærebøger; men hans forelæsninger var omhyggelige og i formen tiltalende. Bekendt for sin litterære dannelse og en vis renhed i smagen blev Kierulf udnævnt til medlem af Teaterkommissionen 1794. Han viste under denne virksomhed, at hans æstetiske standpunkt i flere henseender var snævert og præget af en ældre tids fornuftighed; hos den velvillige, blide mand savnede man desuden den for en sådan post nødvendige karakterkraft.
Sorgen over Københavns bombardement i 1807, der samtidig bragte ham materielle tab, nedbrød hans helbred, og han døde i 1810.
Kieulf var gift med Charlotte Amalie født Fischer (gift 1793 død 1820).